# 戴立忍
戴 立忍（ダイ・リーレン、レオン・ダイ、1966年7月27日 - ）は、台湾の俳優、映画監督、舞台演出家、脚本家。1988年、国立芸術学院卒業後俳優デビューし、今までにアジア国際映画祭、金馬奨などで数々の賞を受賞している。

## プロフィール
- 出身：台湾
- 身長：177cm
- 体重：71kg
- 血液型：B型
- あだ名：大寶（ダーバオ）

## 出演作品

### 映画
- 皇金稻田（1992年）-
- 飛侠阿達（1993年）-
- 影子喜劇（1995年）-
- 街頭石子（1996年）-
- 三十而立（1996年）-
- 上帝得意的笑（1997年）-
- 藍月（1997年）-
- 君のいた永遠（1998年）
- 天馬茶坊（1999年）-
- 現実の続き 夢の終わり（1999年）-
- ヤンヤン 夏の想い出（1999年）-
- 夜に逃れて（1999年）-
- 運転手の恋（2000年）-
- 檳榔売りの娘（2000年）-
- 愛情靈藥（2001年）-
- ダブル・ビジョン（2001年）-
- シーディンの夏（2001年）-
- 魯賓遜漂流記（2002年）-
- 深海 Blue Cha-Cha（2006年）-
- シルク（2006年）-
- 鈕扣人（2007年）-
- 彈道（2007年）-
- 停車（2007年）-2009大阪アジアン映画祭で上映
- 4枚目の似顔絵（2009年）-第23回東京国際映画祭他で上映
- レイン・オブ・アサシン（2010年）-
- ハーバー・クライシス〈湾岸危機〉 Black&White Episode1（2012年）-
- あの夏に抱かれて（2014年）-アジアフォーカス・福岡国際映画祭2015で上映
- 愛琳娜（2015年）- 陳清彪 役
- 黒衣の刺客（2015年）- 田緒 役
- 獨一無二（2016年）- 胡哥 役
- 一路順風（2016年）- 大寶 役
- 君の心に刻んだ名前（2020年）- 張家漢 役
- 黒の教育（中国語版）（2022年）-第18回大阪アジアン映画祭で上映

### ドラマ
- 冬陽（1989年）-
- 兒子三個半（1995年）-
- 放浪人生（1997年）-
- 蘭陽渓少年（1998年）-
- 家（1999年）-
- 濁水渓の契約（1999年）-
- インターン（原題：大醫院小醫生）（2000年）- 鈕C.R.（英語意訳：Chief Resident） 役
- 浮華淡水（2000年）-
- 少年阿霸士（2001年）-
- 瑪雅の虹（原題：瑪雅的彩虹）（2001年）-
- 瓦旦の酒瓶（2002年）-
- 月光（2002年）-
- 戦神〜Mars〜（原作：惣領冬実『MARS』）（2004年）- 片山明高（明高） 役
- ザ・ホスピタル（原題：白色巨塔〜The Hospital〜）（2006年、中視）- チュウ・チンチョン（邱慶成） 役

## 監督作品
- 兩個夏天（2001年）
- 台北晩九朝五（2002年）
- あなたなしでは生きていけない（2008年）SKIPシティ国際Dシネマ映画祭2009他で上映